# ISO 3166-2:KR
ISO 3166-2:KR è uno standard ISO che definisce i codici geografici delle suddivisioni della Corea del Sud; è un sottogruppo dello standard ISO 3166-2.
I codici sono assegnati alle suddivisioni di livello provinciale della Corea del Sud: province, città metropolitane, città speciali, una città e due province autogovernate; sono formati da KR- (sigla ISO 3166-1 alpha-2 dello Stato), seguito da due cifre.

## Codici
| Codice | Suddivisione               | Tipo                             |
| ------ | -------------------------- | -------------------------------- |
| KR-11  | Seul                       | città speciale                   |
| KR-26  | Busan                      | città metropolitana              |
| KR-27  | Daegu                      | città metropolitana              |
| KR-30  | Daejeon                    | città metropolitana              |
| KR-29  | Gwangju                    | città metropolitana              |
| KR-28  | Incheon                    | città metropolitana              |
| KR-31  | Ulsan                      | città metropolitana              |
| KR-43  | Chungcheong Settentrionale | provincia                        |
| KR-44  | Chungcheong Meridionale    | provincia                        |
| KR-41  | Gyeonggi                   | provincia                        |
| KR-47  | Gyeongsang Settentrionale  | provincia                        |
| KR-48  | Gyeongsang Meridionale     | provincia                        |
| KR-45  | Jeolla Settentrionale      | provincia                        |
| KR-46  | Jeolla Meridionale         | provincia                        |
| KR-42  | Gangwon                    | provincia speciale autogovernata |
| KR-49  | Jeju                       | provincia speciale autogovernata |
| KR-50  | Sejong                     | città speciale autogovernata     |